# Essarts (tổng)
Tổng Essarts là một tổng, nằm ở tỉnh Vendée trong vùng Pays de la Loire.

## Các xã
Tổngs Essarts bao gồm các xã sau:
- Les Essarts (thủ phủ): 4 186 người (1999)
- Boulogne: 547 người (1999)
- Dompierre-sur-Yon: 3 528 người (2005)
- La Ferrière: 4 286 người (2004)
- La Merlatière: 646 người (1999)
- L'Oie: 835 người (1999)
- Sainte-Cécile: 1 393 người (2005)
- Sainte-Florence: 857 người (1999)
- Saint-Martin-des-Noyers: 2 121 người (2004)